# Juan Francisco González
Juan Francisco González Escobar (Santiago del Cile, 25 settembre 1853 – Santiago del Cile, 4 marzo 1933) è stato un pittore cileno.
Originario di una famiglia benestante, suo padre aveva un negozio di prodotti importati dall'Ecuador, mentre suo fratello Simón González, era uno scultore molto apprezzato, vincitore di una medaglia d'oro alla Esposizione di Parigi del 1900. Frequentò l'Instituto Nacional nel quale conobbe futuri grandi artisti come Alfredo Valenzuela Puelma e Onofre Jarpa. Riconoscendo le doti artistiche del giovane, il padre lo inviò a studiare dal pittore cileno Manuel Tapia, il quale, lo raccomandò a sua volta al pittore Pedro Lira. Quest'ultimo lo incitò a iscriversi e frequentare la Academia de pintura dove fu allievo di Alejandro Cicarelli e successivamente nel 1869 di Ernesto Kirchbach e nel 1876 di Juan Mochi, fino ad abbandonare la scuola nel 1878.
Nel 1879 abbandona il Cile e intraprende un lungo viaggio alla ricerca di ispirazione artistica in Perù e Bolivia, e a partire dal 1884 si stabilisce a Valparaíso dove lavora come insegnante di disegno in un liceo diretto dal celebre giornalista e critico letterario cileno Eduardo de la Barra; ricoprì questo incarico per ben undici anni. Nel 1887 intraprese il primo dei suoi viaggi in Europa ed al suo ritorno venne incaricato dal governo cileno di studiare una riorganizzazione dei musei nazionali e di occuparsi dello studio di un nuovo metodo d'insegnamento del disegno artistico, a tale scopo presentò nel 1889 una relazione, Texto de dibujo Moderno, grazie al quale venne nominato insegnante presso la Universidad de Chile a partire dal 1908.
Nel 1896 intraprese il suo secondo viaggio in Europa per visitare i principali musei di Francia e Italia e nel 1898 vinse la medaglia per il secondo posto al Salón Oficial. Nel 1900 viaggiò nuovamente in Perù visitando Tacna, Arica ed Arequipa e nel 1904 intraprese il suo terzo viaggio in Europa, visitando Parigi e trascorrendo un lungo periodo di permanenza a Monaco di Baviera dove tenne un corso di pittura, trasferendosi in seguito a Francoforte e Norimberga. Passando per la Spagna conosce il pittore Joaquín Sorolla, con il quale stringe una forte e durevole amicizia, e successivamente prolunga il suo viaggio nell'Africa del Nord.
Nel 1910 venne nominato insegnante alla Scuola di Belle Arti dal pittore Fernando Álvarez de Sotomayor e nel 1915 entrò a far parte, insieme ad altri intellettuali cileni, del cosiddetto Gruppo dei dieci, il cui assunto era di creare un movimento artistico che facesse emergere dal provincialismo e dal localismo la creazione artistica cilena. Nel 1919 venne eletto per i suoi meriti Presidente della Sociedad de Bellas Artes.